# Ariane Ehrat
Ariane Ehrat (Schaffhausen, 17 de febrero de 1961) es una deportista suiza que compitió en esquí alpino.
Ganó una medalla de plata en el Campeonato Mundial de Esquí Alpino de 1985, en la prueba de descenso. 
Participó en los Juegos Olímpicos de Sarajevo 1984, ocupando el cuarto lugar en la prueba de descenso.
Estudió un máster ejecutivo en Gestión de la Comunicación por la Universidad de Lugano y la Universidad de Memphis.

## Palmarés internacional
| Campeonato Mundial | Campeonato Mundial | Campeonato Mundial | Campeonato Mundial |
| Año                | Lugar              | Medalla            | Prueba             |
| ------------------ | ------------------ | ------------------ | ------------------ |
| 1985               | Bormio (Italia)    | Medalla de plata   | Descenso           |